# Фенерйолу (станція)
40°58′44″ пн. ш. 29°02′55″ сх. д. / 40.978835576056° пн. ш. 29.048638542337° сх. д.
Фенерйолу (тур. Feneryolu) — залізнична станція, на лінії S-bahn Мармарай в анатолійській частині Стамбула, мікрорайон Фенерйолу, Кадикьой.
Початкова станція була відкрита 22 вересня 1872 року урядом Османської імперії, а пізніше була передана Османсько-Анатолійській залізниці в 1880 році. 

Потім станцію було перебудовано в 1969 році для збільшення пасажирообігу.
19 лютого 2013 року станцію було тимчасово закрито. 

Старий вокзал (за винятком історичної будівлі вокзалу) був знесений і побудований новий перон. 
Станцію знову відкрито 12 березня 2019 року разом з рештою лінії Мармарай. 

Станція має дві колії з острівною платформою та одну експрес-колію з південного боку для швидкісних та міжміських поїздів. 

## Визначні місця
- Мечеть Фенерйолу[tr]
- Багдадський проспект
- Селамичешме[tr]
- Парк Свободи

## Сервіс
| Попередня станція         | Лінія | Лінія    | Лінія | Наступна станція  |
| ------------------------- | ----- | -------- | ----- | ----------------- |
| Сьог'ютлючешме до Халкали |       | Мармарай |       | Гьозтепе до Гебзе |